# Pelecanimimus
Pelecanimimus là một chi khủng long, được Perez-Moreno Sanz Buscalioni Moratalla F. Ortega & Rasskin-Gutman mô tả khoa học năm 1994.